# Zor et Mlouf contre 333
Zor et Mlouf contre 333 est une série de bande dessinée créée par Jacques Kamb et scénarisée par Jean Sanitas qui fut publiée en histoire à suivre de 1965 à 1969 par le journal Vaillant.
Cette série de science-fiction humoristique, l'une des premières du genre, mettait en scène deux personnages grotesques, en lutte contre le maléfique 333, dont le seul but était de se rendre maître rien moins que de l'univers.
Zor, l'homme sans visage, est une créature humanoïde armée d'un pistolet à capacité variable et d'une boucle de ceinture qui lui permet de commander une armée de robots à son service. Son costume de couleur bleue est orné d'un magnifique « Z » comme Zorro. Il est accompagné de Mlouf, son acolyte, dont le corps en forme de pieds a la particularité vraiment très bizarre de pouvoir adopter la forme de l'objet qu'il désire : marteau, tenaille, gant de boxe, fer à repasser, etc.
Le très méchant 333, quant à lui, est un être plutôt fluet dont le corps élastique et de couleur noire est surmonté d'un cerveau cybernétique ouvrable qui lui permet de diriger la multitude de robots fruit de son imagination délirante.
Cette série « absurde » et imaginative s’est interrompue en 1969 en raison du changement de formule du journal, au grand regret de ses lecteurs.

## Liste des épisodes
1. Zor et Mlouf contre 333 (1965, histoire à suivre parue dans Vaillant 1062-1067)
2. Le secret de 333 (1965, histoire à suivre parue dans Vaillant 1068-1073)
3. Père Noël, (1966 récit de 6 pages, paru dans Vaillant 1078)
4. Station pôle 333 (1966, histoire à suivre parue dans Vaillant 1080-1082)
5. Planètoide 333 (1966, histoire à suivre parue dans Vaillant 1083-1085)
6. Les mlouferies de l’ami Mlouf (1966, gag en une page paru dans Vaillant 1078)
7. Roboville 333 (1966, histoire à suivre parue dans Vaillant 1098-1104)
8. Nautilus 333 (1966 récit de 5 pages, paru dans Vaillant 1101)
9. Altitude –333 (1966, histoire à suivre parue dans Vaillant 1105-1108)
10. L’aquarigolhomo 333 (1966, histoire à suivre parue dans Vaillant 1115-1122)
11. Le Noël de Zor et Mlouf : 333 sapins (1966 récit de 7 pages, paru dans Vaillant 1126)
12. Aglubullus 333 (1966, histoire à suivre parue dans Vaillant 1127-1149)
13. Le Xumucle (1967, histoire à suivre parue dans Vaillant 1150-1152 et 1154-1162)
14. Au pays des translucides (1967, histoire à suivre parue dans Vaillant 1163-1176)
15. 333 pères Noël (1967 récit de 6 pages, paru dans Vaillant 1178)
16. Captain 333 (1967, histoire à suivre parue dans Vaillant 1179-1188)
17. Mlouf aux J.O. (1968 récit de 2 pages, paru dans Vaillant 1186)
18. Xumuclion (1968, histoire à suivre parue dans Vaillant 1190-1202)
19. Le bioborayon A.T. choum (1968, histoire à suivre parue dans Vaillant 1203-1212)
20. Au pays des chimères (1968, histoire à suivre parue dans Vaillant 1213-1221)
21. Transcosmos ZM 333 (1968, histoire à suivre parue dans Vaillant 1222-1235)